# 김상익 (1943년)
김상익(1943년~)는 조선민주주의인민공화국의 군인, 정치인이다. 최고인민회의 대의원과 인민무력부장을 지냈다.